# Parafia św. Urbana w Wędzinie
Parafia św. Urbana w Wędzinie – parafia rzymskokatolicka znajdująca się w diecezji opolskiej, w dekanacie Olesno.

## Historia parafii
Parafia św. Urbana w Wędzinie wyodrębniła się z parafii św. Piotra i Pawła w Sierakowie w 1980 r. Mieszkańcy Wędziny już w 1902 r. zabiegali o własny kościół. Wbrew stanowisku Kurii miejscowy rolnik Jan Hadzik wybudował własnym kosztem kaplicę, która została poświęcona 4 października 1908 r. przez ks. Musioła. Kaplica została rozbudowana w 1946 r. staraniem ks. Bernaischa. Obecny kościół poświęcono 15 września 2002 r.

## Proboszczowie
- ks. Alojzy Muszalik
- ks. Antoni Król
- ks. Zygfryd Flak
- ks. Andrzej Góra (2011–2013)
- ks. Rafał Rusin (2013–2017)
- ks. Adam Jankowski (2017–2021)
- o. Kunibert Kubosz OFM (2021–2023)
- o. Grzegorz Pampuch OFM (2023–2024)
- ks. Józef Gurba (od 2024)